# Lozis (peuple)
Pour les articles homonymes, voir Lozi.

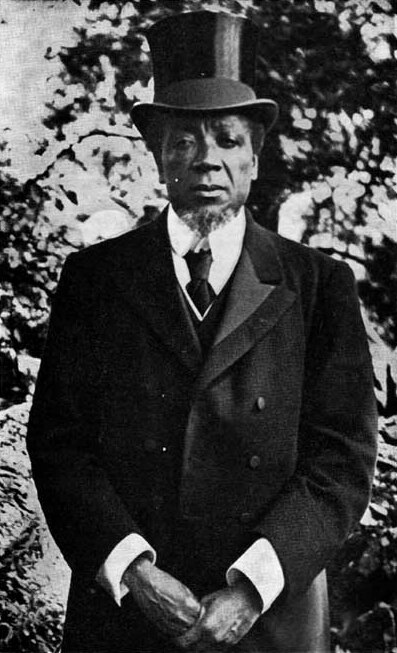
Le roi Lewanika à Édimbourg en 1902.

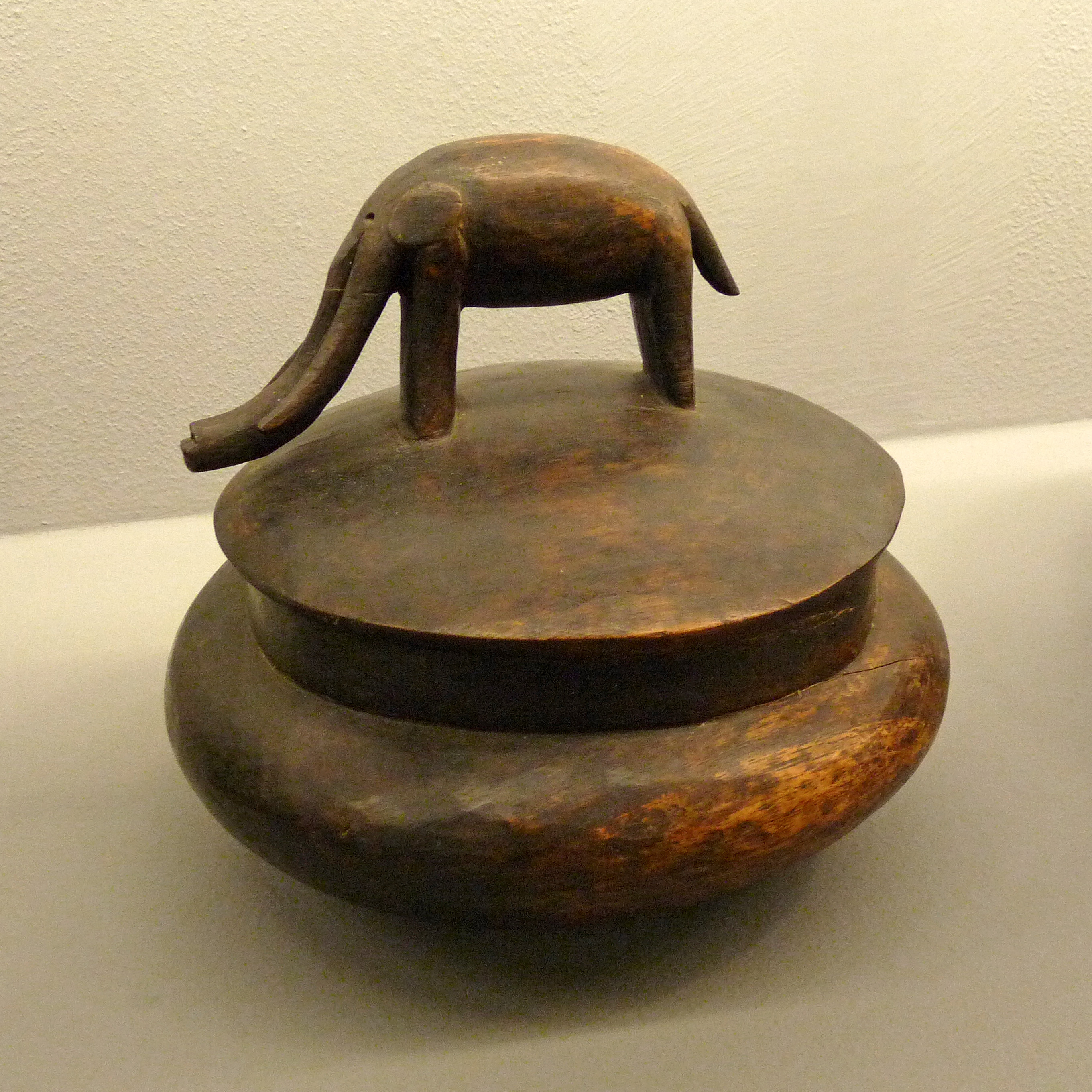
Plat à couvercle lozi du XIXe siècle.

Les Lozis sont une population bantoue d'Afrique australe, vivant principalement en Zambie et au Botswana, ainsi qu'en Namibie, dans la région de Caprivi.

## Ethnonymie
Selon les sources et le contexte, on observe de multiples formes : Aluyi, Balozi, Barotse, Barotsi, Barotze, Barozi, Barutse, Barutsi, Kololo, Lozis, Luyana, Luyi, Malozi, Marotse, Marutse, Rotse, Rozi, Rutse, Silozi, Tozui.

## Langue
Ils parlent le lozi, une langue bantoue. Le nombre de locuteurs est estimé à 722 600, dont 610 000 en Zambie (2006), 70 000 au Zimbabwe (1982), 28 000 en Namibie et 14 000 au Botswana (2004).

## Population
Leur nombre est estimé à 300 000. Ils sont principalement pêcheurs, producteurs de maïs et éleveurs de bétail.